# Ginger Snaps Back: The Beginning
Ginger Snaps Back: The Beginning er en canadisk horrorfilm fra 2004. Det er fortsættelsen på Ginger Snaps og Ginger Snaps: Unleashed.

## Handling
I 1815 overlever søstrene Ginger og Brigette en bådulykke, hvor deres forældre dør. Alene går de i skoven, uden at vide hvor de er. De kommer til et fort hvor de søger ly, men snart bliver de indblandet i en krig mellem indianerne og nybyggerne, og ikke nok med det. Nogle begynder at synes at se en sammenhæng mellem de to piger og varulvene som hærger området.